# Osten (Familienname)
Osten ist ein deutscher Familienname.

## Namensträger

### A
- Aegidius Christoph von der Osten (1661–1741), deutscher Landrat
- Albert von der Osten (1811–1887), deutscher Generalmajor
- Alexander Friedrich von der Osten (1668–1736), deutscher Oberstleutnant und Politiker
- Alexander von der Osten (1839–1898), deutscher Rittergutsbesitzer und Politiker, MdR
- Anton Prokesch von Osten (1795–1876), österreichischer Diplomat und General
- Arthur von der Osten-Sacken (1843–1912), deutsch-baltischer Gutsbesitzer und Politiker
- August von der Osten (1855–1895) (1855–1895), deutscher Verwaltungsbeamter und Rittergutsbesitzer

### B
- Berndt Tschammer-Osten (1942–2013), deutscher Ökonom und Hochschullehrer

### C
- Carl von der Osten-Sacken (1726–1794), deutscher Minister und Diplomat
- Carl von der Osten (Generalmajor) (1844–1905), deutscher Generalmajor
- Carl Curt von der Osten (1672–1724), deutscher Landrat
- Carl Friedrich von der Osten (1795–1878), russischer Generalmajor
- Carl Henrik von der Osten († 1691), dänischer Generalquartiermeister
- Carl Robert von der Osten-Sacken (1828–1906), russischer Diplomat und Entomologe, siehe Carl Robert Osten-Sacken
- Casimir Gerhard von der Osten (1708–1773), deutscher Landrat
- Christian Friedrich von der Osten (1740–1819), deutscher Generalmajor
- Christian Friedrich Wilhelm von der Osten (1741–1793), deutscher Landrat
- Christiane von der Osten-Sacken (1733–1811), deutsche frühkapitalistische Unternehmerin
- Christoph Friedrich von der Osten (1714–1777), deutscher Jurist und Landrat
- Christoph Friedrich von der Osten-Sacken († 1759), Landhofmeister und Kanzler in Kurland
- Cornelius Osten (auch Cornelio Osten; 1863–1936), deutscher Kaufmann und Botaniker

### D
- Demian von Osten (* 1983), deutscher Journalist, Korrespondent und Medientrainer
- Dinnies von der Osten (um 1414–1477), deutscher Ritter und Heerführer
- Dmitri Jerofejewitsch Osten-Sacken (1790–1881), russischer Militär
- Dorothea von der Osten (1896–1985), deutsche Fotografin

### E
- Eckart von Tschammer und Osten (1885–1946), deutscher Generalmajor der Wehrmacht und verurteilter Kriegsverbrecher
- Eduard von der Osten (1804–1887), deutscher Generalmajor
- Emil von der Osten (1848–1905), deutscher Schauspieler und Schriftsteller
- Ernst von der Osten-Sacken (1937–2017), deutscher Hochschullehrer und Maschinenbauingenieur, bekannt als „Fahrradprofessor“
- Ernst Adolf Ferdinand Sebastian von Tschammer und Osten (1739–1812), deutscher Generalmajor
- Eva von der Osten (1881–1936), deutsche Sängerin
- Ewald von der Osten (1445–1533), pommerscher Ritter und Landrat
- Ewald von der Osten-Sacken († 1718), Kanzler im Herzogtum Kurland und Semgallen, Mitglied des herzoglichen Oberrates und Landrat von Pilten

### F
- Fabian Gottlieb von der Osten-Sacken (1752–1837), russischer Feldmarschall
- Ferdinand Osten (Maler) (1878–1940), deutscher Maler und Illustrator
- Ferdinand von Bismarck-Osten (Ferdinand Otto Wilhelm Bernhard Graf von Bismarck-Osten; 1909–2004), deutscher Diplomat
- Franz Osten (1876–1956), deutscher Regisseur
- Frédéric von Osten (* 1993), deutscher Wakeboarder
- Frederik von der Osten (* 1993), dänischer Fechter
- Friedrich von der Osten (Offizier) (1740–1819), deutscher Offizier
- Friedrich Osten (Maler) (1816–1849), deutscher Maler, Architekt, Bauhistoriker und Hochschullehrer
- Friedrich von der Osten (Sänger) (1825–1881), deutscher Sänger (Tenor)
- Friedrich Krause-Osten (1884–1966), deutscher Maler
- Friedrich August Emil von der Osten (1781–1864), deutscher Jurist und Richter
- Friedrich Ludwig von der Osten (1741–1783), deutscher Jurist und Autor
- Friedrich Wilhelm von der Osten (Generalmajor) (1746–1830), russische Generalmajor
- Friedrich Wilhelm von der Osten (Kammerherr) (1721–1786), deutscher Kammerherr, Genealoge und Sammler
- Friedrich Wilhelm von der Osten (Politiker) (1842–1928), deutscher Gutsbesitzer und Politiker
- Friedrich Wilhelm Alexander von Tschammer und Osten (1737–1809), deutscher Generalmajor

### G
- George Julius Felix von der Osten (1745–1824), deutscher Landrat
- Gerda von der Osten (1904–1946), deutsche Schauspielerin
- Gert von der Osten (1910–1983), deutscher Kunsthistoriker und Museumsdirektor
- Gustav von der Osten (1866–1923), deutscher Historiker, Lehrer und Heimatforscher
- Gwendolin von der Osten (* 1971), deutsche Juristin und Polizeipräsidentin

### H
- Hans Osten (Astronom) (Hans Wintzer Osten; 1875–1936), deutscher Astronom
- Hans von Tschammer und Osten (1887–1943), deutscher Sportfunktionär
- Hans Henning von der Osten (1899–1960), deutscher Archäologe
- Hans Hinrich von Osten (1828–1907), deutscher Lehrer und Heimatforscher
- Hedwig von der Osten (1613–1676), deutsche Lieddichterin
- Heinrich von der Osten (1603–1659), deutscher Landrat
- Henning von der Osten (1563–1626), deutscher Landrat
- Herbert von (der) Osten (1865–nach 1921), deutsche Schriftstellerin, siehe Else von Dequede
- Hildegard Osten (1909–2000), deutsche Bildweberin

### J
- Jakob Friedrich von der Osten (1717–1796), dänischer Generalmajor
- Johannes Osten (Mosaikkünstler) (1867–1952), deutscher Maler und Mosaikkünstler
- Johannes Osten (Admiral) (1879–1965), niederländischer Fechter und Vizeadmiral
- Julius von der Osten (1808–1878), deutscher Rittergutsbesitzer und Politiker
- Julius Rudolf von der Osten (1801–1861), deutscher Verwaltungsbeamter und Rittergutsbesitzer
- Jutta Osten (1918–2009), deutsche Bildhauerin und Grafikerin

### K
- Karl Otto von der Osten (1800–1872), deutscher Jurist und Politiker
- Kerstin Osten (* 1956), deutsche Politikerin (Die Linke)
- Kurt von der Osten (1922–1989), deutscher Generalleutnant
- Kurt Müller-Osten (1905–1980), deutscher Theologe

### L
- Leo von der Osten-Sacken (1811–1895), preußischer Generalleutnant
- Leopold von der Osten (General) (1788–1853), preußischer Generalmajor
- Leopold von der Osten (Landrat) (1809–1887), deutscher Gutsbesitzer und Landrat
- Leopold von der Osten (Politiker) (1841–1916), deutscher Fideikommissherr und Politiker
- Lina von Osten (1911–1985), Ehefrau von Reinhard Heydrich
- Ludwig von der Osten (Osten-Sacken; 1710–1756), russisch-deutscher Generalmajor

### M
- Manfred Osten (* 1938), deutscher Kulturhistoriker
- Margarete Lucia von der Osten (1651–1726), deutsche Landrätin und Stifterin
- Maria Osten (1908–1942), deutsche Schriftstellerin
- Maria von der Osten-Sacken (1901–1985), deutsche Schriftstellerin
- Marion von Osten (1963–2020), deutsche Kulturwissenschaftlerin, Künstlerin und Kuratorin

### N
- Nana Osten (* 1940), deutsche Schauspielerin
- Nikolai von der Osten-Sacken (1831–1912), russischer Diplomat

### O
- Oskar von der Osten-Warnitz (1862–1942), deutscher Politiker
- Osmar Osten (* 1959), deutscher Künstler
- Otto von der Osten (1772–1841), deutsche Generalmajor

### P
- Paul Freiherr von der Osten-Sacken (1880–1934), deutsch-baltischer Historiker und Archivar
- Peter Osten (Bildhauer) († 1575), deutscher Bildhauer
- Peter von der Osten-Sacken (Astronom) (1909–2008), deutscher Astronom und Physiker
- Peter von der Osten-Sacken (Theologe) (1940–2022), deutscher evangelischer Theologe und Hochschullehrer
- Philipp Osten (* 1970), deutscher Medizinhistoriker

### R
- Reinhold Friedrich von der Osten-Sacken (1792–1864), russischer Ministerialbeamter
- Rosa von der Osten-Hildebrandt (1850–1911), königlich sächsische Hofschauspielerin

### S
- Sigune von Osten, deutsche Sängerin
- Suzanne Osten (1944–2024), schwedische Regisseurin

### T
- Thomas von der Osten-Sacken (* 1968), deutscher Journalist

### U
- Ulrich von der Osten (* 1965), deutscher Journalist und Fernsehmoderator
- Ulrike von der Osten (* 1962), deutsche Malerin

### V
- Valentin Bodo von der Osten (1699–1757), deutscher Oberst
- Vali von der Osten (1882–1923), deutsche Sängerin
- Victor Jürgen von der Osten (1940–2015), deutscher Rittergutsbesitzer, Autor und Stiftungsgründer

### W
- Wedig von der Osten (1859–1923), deutscher Landschaftsrat und Politiker
- Werner von der Osten-Sacken (1821–1889), preußischer Generalleutnant
- Wilhelm von Osten (1838–1909), deutscher Pferdedresseur
- Wilhelm von der Osten (1824–1895), deutscher Generalleutnant
- Wilhelm von der Osten-Sacken (1769–1846), preußischer Generalleutnant
- Wolfgang Müller-Osten (1910–1995), deutscher Sanitätsoffizier, Chirurg und Standespolitiker